# Pumped Up Kicks
«Pumped Up Kicks» (МФА: [pʌmpt ʌp kɪks]; в переводе с англ. — «Дутые кроссовки») — песня американской группы Foster the People, исполняющей инди-поп. Она была издана на первом сингле коллектива в сентябре 2010 года и позднее включена в мини-альбом Foster the People и дебютную студийную работу Torches. Композиция принесла успех группе и стала одним из самых популярных хитов 2011 года. Песню сочинил и записал в 2009 году Марк Фостер, фронтмен Foster the People, создававший в то время рекламные джинглы. Оптимистичная мелодия «Pumped Up Kicks» контрастирует с текстом, описывающим мысли подростка, который собирается совершить массовое убийство.
Внимание, которое привлёк трек, будучи выложенным в Интернет для свободного скачивания в 2010 году, помогло Foster the People подписать контракт с лейблом Startime International (импринт Columbia Records) на выпуск нескольких альбомов ещё до того, как сингл поступил в продажу. В следующем году песня неожиданно получила широкую популярность и зазвучала на радиостанциях различного формата, включая CHR и модерн-рок. «Pumped Up Kicks» возглавила хит-парад Alternative Songs и провела восемь недель подряд на третьем месте Billboard Hot 100. Песня получила высокие оценки критиков и была номинирована на «Грэмми» в категории «Лучшее исполнение поп-композиции дуэтом или группой», а также использовалась в медиа.

## Запись и выпуск

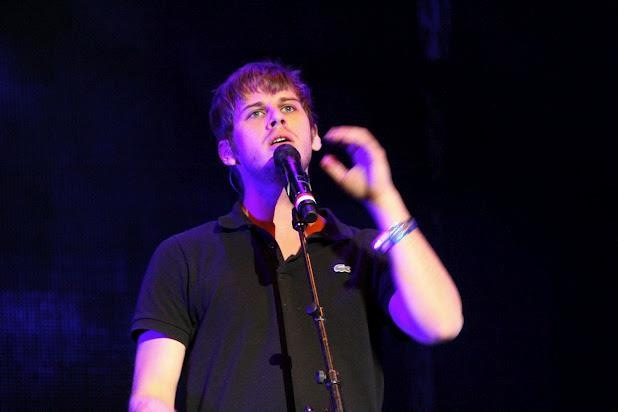
Марк Фостер, автор и продюсер хита

Вскоре после того, как Марк Фостер организовал группу Foster the People в 2009 году, он сочинил «Pumped Up Kicks» и в течение пяти часов записал её на студии Mophonics, расположенной в Венисе (район Лос-Анджелеса), где он работал, создавая рекламные джинглы. Фостер думал, что записывает демо, и сам сыграл на всех инструментах. В конечном итоге была выпущена именно эта версия.
9 февраля 2010 года появился анонс песни «Pumped Up Kicks» в музыкальном блоге Supergoodmusic.com, а на сайте группы песня была размещена для свободного скачивания. После этого трек привлёк внимание журнала Nylon и был использован им в онлайновой рекламной кампании. В феврале группа впервые исполнила песню на благотворительном концерте в Венеции.
Композиция продолжала получать внимание со стороны различных блогов и вскоре приобрела стихийную популярность. Фостеру стали приходить электронные письма от многих людей по поводу песни, и в марте он, нуждаясь в совете профессионала, связался с Брентом Кределом, музыкальным менеджером Monotone, Inc. Впоследствии он и Бретт Уильямс были наняты, чтобы вместе заниматься делами Foster the People, и помогли группе заключить контракт с Startime International (импринт Columbia Records) на выпуск нескольких альбомов. 14 сентября 2010 года состоялся релиз сингла «Pumped Up Kicks».

## Популярность
В январе 2011 года Foster the People выпустили одноимённый мини-альбом, в который вошёл трек «Pumped Up Kicks». Примерно в то же время его начали проигрывать многие альтернативные радиостанции, в том числе лос-анджелесские KROQ-FM и KYSR. 29 января песня дебютировала в хит-параде рок-песен журнала Billboard, а через неделю — и в чарте альтернативных песен. В мае она появилась уже в главном американском рейтинге песен Hot 100 и вошла в дебютный студийный альбом коллектива под названием Torches, изданный в том же месяце.
Режиссёр Джозеф Гейгер снял видеоклип, в котором запись выступления группы прерывается кадрами с отдыхающими музыкантами, которые помимо прочего занимаются фрисби и сёрфингом. В феврале 2011 года видео было размещено на YouTube, где набрало свыше 970 миллионов просмотров. Оно было номинировано на премию MTV в категории «Лучшее рок-видео». На телеканале mtvU, вещающем для студентов, в эфир выходила цензурированная версия, в которой были затёрты слова «пистолет» и «пуля» в припеве песни.

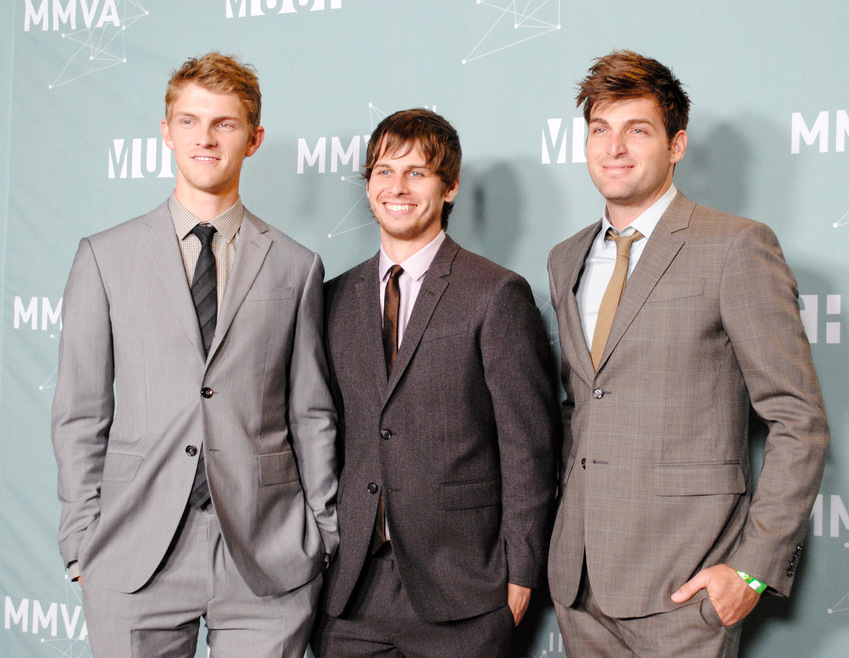
Foster the People в июне 2011 года на MuchMusic Video Awards. Через полгода они выступили на одной сцене с Beach Boys и Maroon 5 на церемонии «Грэмми».

По словам Ярослава Забалуева из «Billboard Россия», Foster the People совершили «прорыв обманчиво невинного инди-попа в большой американский мейнстрим». В США песня имела повсеместный успех в хит-парадах разных жанров: к июлю она достигла третьего места в чарте Rock Songs, а месяцем ранее возглавила Alternative Songs; в то же время она вошла в чарты Adult Top 40 и Mainstream Top 40. В рейтинге Hot 100 она поднялась до третьей строки и удерживала её в течение восьми недель непрерывно. «Pumped Up Kicks», будучи хитом номер один в Alternative Songs, стала первым синглом (со времён «Use Somebody» [2009] группы Kings of Leon), который при этом вошёл в пятёрку Hot 100; первым хитом (со времён «Butterfly» [2001] группы Crazy Town), который возглавил ещё и хит-парад Rhythmic Airplay, и первым за всю историю хитом, занявшим также вершину радиочарта танцевальной музыки (существует с 2003 года). Объясняя успех песни, Майк Депиппа, менеджер Columbia Records, отметил, что «она достаточно нетрадиционна, чтобы играть на многих альтернативных радиостанциях, но вместе с тем не слишком модная для гостиной». По мнению Кента Филлипса, программного директора KPLZ-FM, у взрослой аудитории всегда есть потребность в необычных песнях; в качестве дополнительных примеров он привёл «Say Hey (I Love You)» Майкла Франти и «Fireflies» Owl City, звучавших на радиостанциях формата «adult top 40».
В сентябре трек вошёл в десятку главных песен лета 2011 года по версии телеканала VH1; при составлении списка учитывались просмотры на YouTube и прослушивания на Last.fm, данные о продажах в iTunes Store, а также чарты Billboard и самого телеканала. Сингл получил сертификат мультиплатинового диска в США, Канаде и Австралии, а также золотого — в Австрии и Германии. По итогам 2011 года он занял шестое место среди самых продаваемых песен в цифровом формате на родине музыкантов; число проданных копий составило 3,61 млн, а в конце января 2012-го оно превысило отметку в 4 млн. Тогда же песня возглавила хит-парад Австралии на одну неделю. В Великобритании, где она достигла 18-го места, «Pumped Up Kicks» вошла в десятку самых продаваемых рок-композиций 2011 года.

## Содержание
В «Pumped Up Kicks» жизнерадостная музыка сопряжена с мрачным текстом, написанным с точки зрения запуганного и помешанного подростка, у которого возникли мысли об убийстве. Он представляет себе, как находит отцовский пистолет и в припеве предупреждает потенциальных жертв, чтобы те «обгоняли мой пистолет» и что им лучше «убегать, и бежать быстрей, чем моя пуля». Объектом его ненависти стали продвинутые «детки», чья обувь является условным обозначением модной одежды.
Однако не все слушатели оказались внимательными. «Люди подпевают, насвистывают или ещё что-нибудь в течение нескольких недель, прежде чем поймут, о чём я говорю. — рассказал Фостер. — Когда они обнаруживают, какой у песни текст, это будто ушат холодной воды для них». В 2011 году, после того как песня стала популярной, автору приходилось практически в каждом интервью объяснять смысл песни. По словам Фостера, она появилась по тем же причинам, что и «Преступление и наказание» Достоевского и «Хладнокровное убийство» Трумена Капоте. Автор сказал, что «пытался заглянуть в мысли замкнутого, психически больного ребёнка». Он написал песню для того, чтобы привлечь внимание к проблеме вооружённого насилия среди молодёжи, которое, по его ощущению, стало эпидемией и усугубляется «семейными проблемами, недостатком любви и разобщённостью». Участники группы сами были затронуты этой проблемой: над Фостером издевались в школе, а двоюродная сестра басиста Кабби Финка пережила массовое убийство в школе «Колумбайн» в 1999 году.
Появились также предположения о том, что первая строчка («У Роберта ловкая рука») отсылает к Роберту Хоукинсу, виновнику стрельбы в торговом центре Омахи, однако они были опровергнуты агентом группы: «Это совершенно неверно. Имя героя песни — это просто совпадение». Некоторые слушатели, превратно истолковав текст песни, отправляли жалобы в адрес рекорд-лейбла и радиостанций, а один из телеканалов сети MTV демонстрировал видеоклип с отцензурированным аудио. Марк Фостер разъяснил, что песня не о том, как её герой физически расправляется с неприятелями, но об отчуждении изгоя; это взгляд на мир его глазами и «прекрасная возможность поговорить с детьми на тему, которой не следует избегать, поговорить об этом с любовью».

## Отзывы
Пол Лестер (англ. Paul Lester), музыкальный обозреватель газеты The Guardian, ещё в мае 2010 года предрекал «Pumped Up Kicks» статус летнего шлягера, отметив её «простой шафл-бит, бодрую басовую партию в духе Брайана Уилсона и невероятно яркую мелодию», а также «текст, которому хочется подпевать». По словам Джереми Хеллигара (The Faster Times), песня — «доказательство не только того, что рок-н-ролл не умер, но и что иногда лучшие песни всё ещё побеждают». Билл Лам в обзоре на сайте About.com поставил песне пять звёзд (из пяти) и назвал её «поп-шедевром».
Энн Пауэрс, написавшая эссе о песне на сайте National Public Radio, назвала её «неожиданным гимном этого испорченного лета»; по мнению Пауэрс, «Pumped Up Kicks», как и прочие треки на дебютном альбоме группы, «движется на нервной энергии того, кто отчаянно старается не быть аутсайдером». Трис Макколл из газеты The Star-Ledger усмотрел связь стиля Foster the People с колледж-роком из-за искажённого вокала в куплетах, который с одной стороны может интриговать, побуждая внимательно прослушивать трек, но с другой — создавать стену непонимания. «Держу пари, что большинство людей, сделавшие песню хитом, понятия не имеют, о чём она», — заключил журналист. Джон Парелс из The New York Times причислил «Pumped Up Kicks» к категории хит-синглов о массовом убийстве, начатой в 1979 году группой Boomtown Rats с песней «I Don’t Like Mondays». Её сопоставляли также с песней «Jeremy», ещё одной историей о несчастном ребёнке, записанной группой Pearl Jam, в отличие от которой Foster the People, по словам журналиста Би-би-си Марка Боумонта, создали образ «самого весёлого вооружённого школьника в истории». На Clutch Blog, одном из блогов MTV, даже составили рейтинг «11 весёлых песен, которые на самом деле удручают» с «Pumped Up Kicks» на вершине. Роб Уэбб в журнале New Musical Express поставил песню в один ряд с такими инди-хитами, как «Young Folks», «Kids» и «Paper Planes»; он описал их восхождение к славе так:
|  | «Музыкант сочиняет (бесспорно блестящую) поп-песню, чертовски яркую, но достаточно необычную для клёвой тусовки, впоследствии песня получает поддержку каждого блога, радиостанции, пользователя Hype Machine на планете и, казалось бы, в одночасье от неё совершенно некуда деться». |

По мнению редакции USA Today, контраст музыкальной и текстовой составляющих песни только усиливает её привлекательность. Однако это оставило в недоумении Эрин Томпсон из Seattle Weekly, которая попыталась получить более внятное разъяснение в интервью, но даже оно не внесло ясности для журналистки, и в заключение статьи она написала:
|  | «Я уверен, Фостер не предполагал, что „Pumped Up Kicks“ станет большим хитом и ему придётся объяснять странный текст песни. Но это неотъемлемая часть славы и внимания. Она стала большим хитом, и его просят объяснить. И теперь ему следует говорить более вразумительно». |

Шахрияр Ризви, обозреватель Dallas Observer, посчитал эту противоположность признаком того, что автор «скорее апатичен, чем изобретателен»; текст, по словам критика, «загромождённый», а музыка «звучит словно выверенный джингл». По мнению Стива Джонсона из Chicago Tribune, невозможно в двух невнятных куплетах и припеве рассказать историю, подобную той, что описана в «Хладнокровном убийстве». Он счёл этот хит «заслуживающим отторжения» и противопоставил его песням, в которых была заключена мораль: «Folsom Prison Blues» Джонни Кэша, «The Road Goes On Forever» Роберта Эрла Кина и «Bohemian Rhapsody» Queen, — в противоположность героям этих песен мотивы поступка персонажа «Pumped Up Kicks» оказались нераскрытыми.
Песня была номинирована на «Грэмми» в категории «Лучшее исполнение поп-композиции дуэтом или группой», а также на премии британских журналов Q и New Musical Express. В этих изданиях она заняла соответственно 4-е и 21-е места в списке лучших треков 2011 года. Редакция Rolling Stone поставила её на 11-ю строку в аналогичном рейтинге, а по итогам ежегодного опроса Pazz & Jop «Pumped Up Kicks» вошла в лучшую десятку. В мае 2012 года песня была объявлена главной рок-песней на церемонии Billboard Music Awards.

## Другие версии
Инструментальная версия «Pumped Up Kicks» и версия а капелла появились на стороне «Б» сингла, изданного на грампластинке. Цифровое издание включало в себя ремикс от Chrome Canyon. В апреле 2011 года нью-йоркский дуэт The Knocks выпустил официальный ремикс под названием «Pumped Up Kicks (The Knocks Speeding Bullet Remix)», который вошёл также в концертное издание (Tour Edition) альбома Torches. Кроме того, композицию ремикшировали дуэт MNDR и диджей Skeet Skeet.
Foster the People исполняли песню на концертах и различных фестивалях. В мае 2012 года они объединились с группой мексиканских музыкантов и сыграли версию «Pumped Up Kicks» с элементами музыки мариачи на выступлении в Гвадалахаре, которое было снято для проекта Эштона Кутчера Thrash Lab.

### Кавер-версии

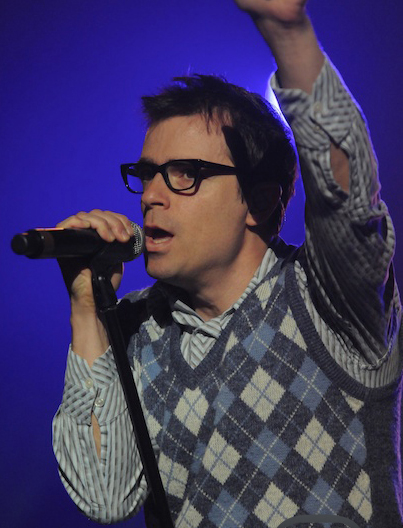
Риверс Куомо из Weezer учил Марка Фостера играть свою песню, а девять лет спустя исполнил «Pumped Up Kicks»

4 августа 2011 года группа Weezer, проводившая турне по Северной Америке, исполнила песню на ежегодной выставке-ярмарке Orange County Fair в городе Коста-Меса. Музыканты Foster the People обрадовались, узнав об этом, а Марк Фостер вспомнил случай девятилетней давности, когда на одной вечеринке Риверс Куомо учил его играть на гитаре «Say It Ain’t So».
В том же году композицию исполнила на концерте группа Panic! At the Disco, а The Kooks представили свою версию в радиопрограмме Live Lounge на BBC Radio 1. Американский фолк-роковый коллектив Oak and Gorski записал акустическую кавер-версию и видеосопровождение к ней; трек поступил в продажу 6 сентября 2011 года. Крис Кэб перепел «Pumped Up Kicks» в стиле поп-регги. В октябре 2011-го поп-дуэт Karmin исполнил её в веб-видеопрограмме Mashup Mondays, выходящей на сайте Billboard.com, а в следующем месяце кавер-версию сделала группа Miracles of Modern Science.
5 июля 2019 года американская индастриал-метал группа 3TEETH представили свою версию в альбоме METAWAR.

#### В хип-хопе и современном ритм-н-блюзе
Рэпер Шон Кристофер использовал семпл из припева в треке «All the Other Kids»; другой рэпер — Кендрик Ламар записал речитатив на ремиксованный вариант. Брендон Грин, выступающий под псевдонимом Bei Maejor, сочинил собственный текст и спел его под оригинальную музыку Фостера на треке «Little Haters», который вошёл в микстейп MaejorMaejor. 13 июня 2012 года американский исполнитель современного ритм-н-блюза Ашер выступил в радиопрограмме Live Lounge на BBC Radio 1; среди шести композиций была спета и «Pumped Up Kicks», при исполнении которой певец изменил своему основному стилю и даже сыграл на бас-гитаре, что стало сюрпризом для журналистов. В эфире той же радиостанции A$AP Rocky спел «Pumped Up Kicks» в программе Зейна Лоу 1 августа 2012 года. Летом того же года Джейден Смит, 14-летний сын Уилла Смита и Джады Пинкетт-Смит, записал трек «Pumped Up Kicks (Like Me)», в котором прочитал рэп под музыку из куплетов оригинальной композиции; в чёрно-белом видеоклипе Джейден с группой подростков занимаются скейтбордингом.

## В поп-культуре
Foster the People сыграли песню в ток-шоу «Джимми Киммел в прямом эфире» 23 мая 2011 года и в программе «Субботним вечером в прямом эфире» 8 октября того же года. Джимми Фэллон исполнил караоке-версию в своём ночном шоу, при этом он пародировал Дэвида Боуи. Известность получил видеоролик, в котором танцор Маркес Скотт по прозвищу Nonstop исполнил номер в сопровождении дабстеп-ремикса «Pumped Up Kicks»; видео было загружено на YouTube в сентябре 2011-го и набрало свыше 60 млн просмотров. Команда сайта Barely Political сделала пародию под названием «Ducked Up Lips» в рамках веб-сериала The Key of Awesome; она вошла в подборку YouTube-пародий на этот трек, составленную на сайте CraveOnline в ноябре 2011 года. DJ Earworm использовал семпл песни в очередном мешапе под названием «United State of Pop 2011 (World Go Boom)», в который вошли главные хиты года. В выпуске ток-шоу Эллен Дедженерес от 21 февраля 2012 года Тейлор Свифт и Зак Эфрон исполнили песню под гитару с изменённым, шуточным текстом. «Pumped Up Kicks» прозвучала во многих американских телесериалах («Красавцы», «Сплетница», «C.S.I.: Место преступления Нью-Йорк», «Город хищниц», «Родина», «Хранилище 13», «Дневники вампира») и в фильмах 2011 года «Секс по дружбе» и «Ночь страха». Она также вошла в саундтрек музыкальной видеоигры Rock Band Blitz, выпущенной в августе 2012 года.

## Список композиций
| - Грампластинка Сторона A 1. «Pumped Up Kicks» — 4:13 2. «Chin Music for the Unsuspecting Hero» — 3:26 Сторона B 1. «Pumped Up Kicks» (a cappella) — 4:13 2. «Pumped Up Kicks» (instrumental) — 4:13 | - Британское цифровое издание 1. «Pumped Up Kicks» — 3:58 2. «Pumped Up Kicks (Chrome Canyon Remix)» — 4:49 - Сингл на компакт-диске 1. «Pumped Up Kicks» (Album Version) — 3:59 2. «Pumped Up Kicks» (Radio Edit) — 3:40 |

## Участники
- Марк Фостер — автор, инструменты, запись, сведение, продюсер;
- Мастеринг: Грег Калби (альбомная версия), Владо Меллер (радиоверсия)[11][97].

## Чарты и сертификации
| Чарт (2011—2012)                     | Высш. место |
| ------------------------------------ | ----------- |
| Австралия (ARIA)                     | 1           |
| Австрия (Ö3 Austria Top 40)          | 3           |
| Бельгия/Фландрия (Ultratop 50)       | 30          |
| Бельгия/Валлония (Ultratop 50)       | 40          |
| Бразилия (Billboard Hot 100)         | 31          |
| Великобритания (OCC UK Singles)      | 18          |
| Германия (GfK)                       | 9           |
| Ирландия (IRMA)                      | 11          |
| Канада (Canadian Hot 100)            | 3           |
| Нидерланды (Nederlandse Top 40)      | 34          |
| Новая Зеландия (Recorded Music NZ)   | 6           |
| Польша (Top 5 airplay)               | 1           |
| Словакия (IFPI)                      | 1           |
| США (Billboard Hot 100)              | 3           |
| США (Billboard Adult Contemporary)   | 28          |
| США (Billboard Adult Pop Songs)      | 3           |
| США (Billboard Alternative Songs)    | 1           |
| США (Billboard Hot Dance Club Songs) | 39          |
| США (Billboard Hot RingMasters)      | 3           |
| США (Billboard Latin Pop Airplay)    | 27          |
| США (Billboard Pop Songs)            | 3           |
| США (Billboard Rock Songs)           | 3           |
| Франция (SNEP)                       | 10          |
| Чехия (IFPI)                         | 5           |
| Швейцария (Schweizer Hitparade)      | 17          |
| Шотландия (OCC Scotland)             | 18          |
| Япония (Japan Hot 100)               | 9           |

| Чарт (2011)                         | Место |
| ----------------------------------- | ----- |
| Австралия                           | 23    |
| Австрия                             | 59    |
| Великобритания (Рок-синглы)         | 7     |
| Германия                            | 90    |
| Канада                              | 21    |
| США (Billboard Hot 100)             | 13    |
| США (Billboard Adult Pop Songs)     | 23    |
| США (Billboard Alternative Songs)   | 1     |
| США (Billboard Dance Airplay Songs) | 50    |
| США (Billboard Hot RingMasters)     | 39    |
| США (Billboard Hot Singles Sales)   | 31    |
| США (Billboard Pop Songs)           | 24    |
| США (Billboard Rock Songs)          | 4     |
| Швейцария                           | 62    |

| Страна         | Организация  | Сертификация (Пороги продаж) |
| -------------- | ------------ | ---------------------------- |
| Австралия      | ARIA         | 5× платиновый                |
| Австрия        | IFPI         | Золотой                      |
| Германия       | BVMI         | Золотой                      |
| Канада         | Music Canada | 5× платиновый                |
| Новая Зеландия | RIANZ        | Платиновый                   |
| США            | RIAA         | 4× платиновый                |

## Премии и номинации
| Год  | Премия                 | Номинация                                            | Результат |
| ---- | ---------------------- | ---------------------------------------------------- | --------- |
| 2011 | MTV Video Music Awards | Лучшее рок-видео                                     | Номинация |
| 2011 | Q Awards               | Лучший трек                                          | Номинация |
| 2012 | «Грэмми»               | Лучшее исполнение поп- композиции дуэтом или группой | Номинация |
| 2012 | NME Awards             | Гимн танцпола                                        | Номинация |
| 2012 | Billboard Music Awards | Главная рок-песня                                    | Победа    |
| 2012 | Billboard Music Awards | Главная альтернативная песня                         | Номинация |

## Списки
| Издание             | Страна         | Список                    | Место |
| ------------------- | -------------- | ------------------------- | ----- |
| Les Inrockuptibles  | Франция        | 100 песен года            | 2     |
| Intro               | Германия       | Песни 2011 года           | 9     |
| MTV                 | США            | Лучшие песни 2011-го      | 7     |
| New Musical Express | Великобритания | 50 лучших треков 2011-го  | 21    |
| Paste               | США            | 50 лучших песен 2011-го   | 32    |
| PopMatters          | США            | 75 лучших треков 2011-го  | 31    |
| Q                   | Великобритания | Треки 2011-го             | 4     |
| Rolling Stone       | США            | 50 лучших синглов 2011-го | 11    |
| VH1                 | США            | Песня лета 2011-го        | 9     |
| The Village Voice   | США            | Pazz & Jop                | 10    |

## История издания
| Дата             | Страна | Формат        | Лейбл                       | Каталожный номер |
| ---------------- | --- | ------------- | --------------------------- | ---------------- |
| 14 сентября 2010 | США | грампластинка | Startime / Columbia Records | 759071           |
| 14 марта 2011    | Австрия, Бельгия, Германия, Дания, Испания, Италия, Мексика, Нидерланды, Норвегия, Финляндия, Франция, Швеция, Швейцария, Япония | цифровой      | Sony Music Entertainment    | —                |
| 6 июня 2011      | Мексика* | цифровой      | Sony Music Entertainment    | —                |
| 17 июня 2011     | Великобритания, Ирландия, Испания                                                                                                | цифровой      | Sony Music Entertainment    | —                |
| 24 июня 2011     | Канада**, Мексика** | цифровой      | Sony Music Entertainment    | —                |
| 11 ноября 2011   | Германия | CD-сингл      | Sony Music Entertainment    | 88691906852      |

* «Pumped Up Kicks» (feat. Hollywood Holt) [The Hood Internet Remix]
** «Pumped Up Kicks» (Gigamesh Remix)

### Оригинальные аудио- и видеозаписи
- Песня «Pumped Up Kicks» в официальном разделе группы проекта SoundCloud. (Дата обращения: 1 марта 2012)
- Видеоклип на официальном сайте коллектива. (Дата обращения: 1 марта 2012)
- Видеоклип на YouTube. (Дата обращения: 1 марта 2012)

### Ремиксы
- Ремикс Gigamesh’а на песню «Pumped Up Kicks» в проекте SoundCloud. (Дата обращения: 1 марта 2012)
- Ремикс группы Chrome Canyon на песню Foster the People «Pumped Up Kicks» в проекте SoundCloud. (Дата обращения: 1 марта 2012)
- Дабстеп-ремикс «Pumped Up Kicks» в исполнении танцора Маркеса Скотта (видео) на YouTube. (Дата обращения: 1 марта 2012)

### Текст песни
- Текст песни на LyricsMode. (Дата обращения: 1 марта 2012)

### Кавер-версии
- «Pumped Up Kicks» в исполнении Ашера на YouTube. (Дата обращения: 20 ноября 2012)